# Josef Karl Gaisbacher
Josef Karl Gaisbacher (* 15. Februar 1917; † 12. Oktober 1996) war ein österreichischer leitender Landesbeamter der Steiermärkischen Landesregierung und war dort von 1945 bis 1982 aktiv. Als Landesfremdenverkehrsdirektor baute er den Tourismus in der Steiermark maßgeblich auf. Als aktiver Pilot und Flugsportfunktionär erlangte er nicht zuletzt als Weltpräsident der FAI Fédération Aéronautique Internationale internationale Bekanntheit.

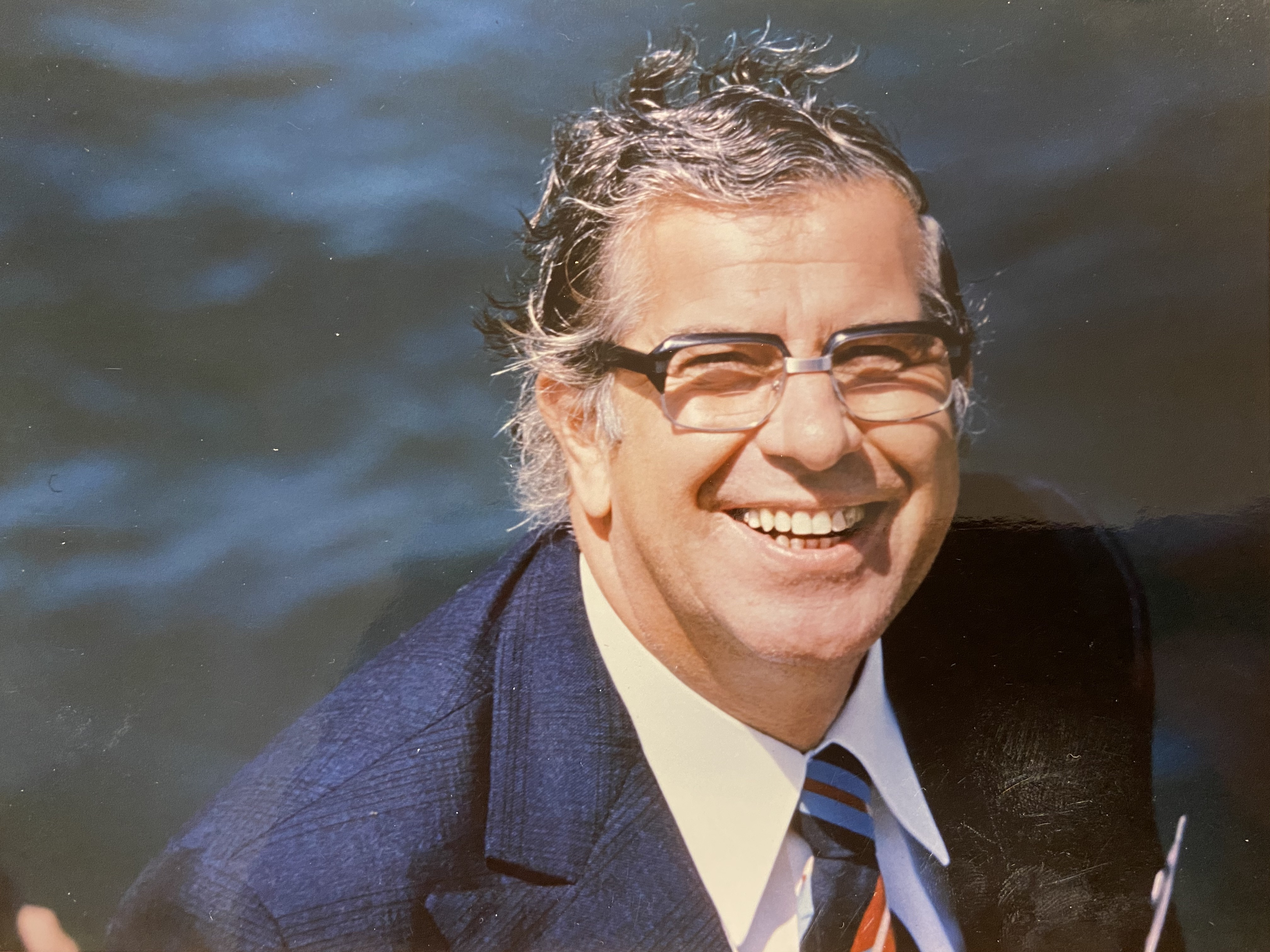
Gaisbacher im Alter von ca. 60 Jahren

## Werdegang und Beruf
Gaisbacher wurde 1917 als Sohn von Theresia und Anton Gaisbacher geboren. Die Familie bestand auch aus der 10 Jahre älteren Schwester Theresia (Resi). Der ursprüngliche Wohnort war Mureck in der Südoststeiermark. Im Alter von 5 Jahren von Josef Karl zog die Familie nach Graz, der Landeshauptstadt der Steiermark. Wohnsitz war die Herrengasse 16 im 1. Bezirk. Josef Karl besuchte die Volksschule Ferdinandeum und schließlich das Akademische Gymnasium (Graz). Nach der Matura inskribierte er Rechtswissenschaften an der Universität Graz in Graz und promovierte 1939 zum Doktor der Rechte, worauf der Colourstudent der (dann bereits aufgelösten) KÖStV Traungau Graz nach dem Gerichtsjahr sofort zum Wehrdienst eingezogen wurde.
Nach Kriegsende bewarb er sich als Jurist bei der neu gebildeten Steirischen Landesregierung und wurde Sekretär bei LH Stv. Tobias Udier. 1961 berief ihn der Landesrat Franz Wegart als Leiter einer Fachabteilung zum Wirklichen Hofrat für Tourismus und Sport.
Als oberster Tourismusmanager des Landes Steiermark baute der den Fremdenverkehr von 1961 bis 1984 grundlegend auf und aus. Leuchtturm-Projekte und Infrastrukturmaßnahmen wie die Thermenregion mit der völlig neu entwickelten Therme Loipersdorf, dem Österreichring, Schladming und Haus i. Ennstal als Ski-Weltcuporte und WM Städte aber auch zahlreiche Sportstätten wie Schwimmbäder, Tennis- und Golfplätze entstanden unter seiner Mitwirkung, Anregung und Finanzierung aus den von ihm verantworteten Budgets. Unter anderem wurde unter seiner Leitung mit dem "Grünen Herz Österreichs" erstmals ein Trademark für eine Region oder ein Bundesland geschaffen. Auch das ursprüngliche Bundesstadion Liebenau geht auf seine Initiative zurück und darf als "sein Projekt" bezeichnet werden. Aufgrund seiner rhetorischen Fähigkeiten und seinem umfangreichen Allgemeinwissen wurde er in den Grazer Gemeinderat berufen und diente in den frühen 70er Jahren eine Legislaturperiode als Gemeinderatsabgeordneter. Dazu kamen einige Aufsichtsratspositionen etwa bei Austrian Airlines, Dachstein Tauern Seilbahn AG oder auch dem Kongress Graz.

## Familie
Josef Gaisbacher heiratete 1962 Gertrude „Gerti“ Gaisbacher (geborene Kaier). Aus der Ehe, die bis zu seinem Tod andauerte, entstammen die Kinder Elisabeth und Michael. Sein Sohn Karl „Peter“ Gaisbacher (1943–2013) stammte aus erster Ehe. Gerti Gaisbacher war ihm nicht nur Ehefrau, sondern aktive Begleitung in zahlreichen Funktionen, vor allem im Flugsport, wo sie in Folge über 20 Jahre dem Vorstand des Landesverbands angehörte.

## Flugsport und Ehrenamt
Der Flugsport in der Steiermark ist mit dem Namen Gaisbacher verbunden. Flugpioniere der Steiermark überredeten den Landesbeamten den ÖAeC Landesverband Steiermark 1951 als Fachverband für Flugsport zu gründen. Damals trat er eine Präsidentschaft an, die über 50 Jahre andauern sollte. Gleichzeitig gelang es ihm mit der Lizenznummer 23 in der zweiten Republik als einer der ersten Piloten in der Steiermark eine Motorfluglizenz zu erlangen – wurde der Motorflug ja erst wieder 1955 zugelassen. Es folgte eine Aufbauarbeit, die die Steiermark zum führenden Bundesland im Flugsport werden ließ. Zahlreiche Flugplätze entstanden, neue Flugsparten wie das Para- und Hängegleiten etablierten sich, das Flugschulwesen musste grundlegend wiederaufgebaut werden. Welt- und Europameisterschaften fanden in der Steiermark statt. Dazu Veranstaltungen wie der Süd-Ost Paracup im Fallschirmspringen und die berühmten Europaflüge, die Gaisbacher selbst mit seinem Team organisierte. Im Bundesaeroclub war er von 1951 bis 1992 im Bundesvorstand in den verschiedensten Funktionen aktiv. Als aktiver Flieger konnte er die erste Flugrallye nach dem Krieg in Österreich gemeinsam mit Ingenieur Brückner für sich entscheiden. Beim Europaflug in Spanien 1967 belegte er als Team mit Zeiringer und Feldner den zweiten Platz in der Nationenwertung. 

### Tätigkeit im Weltverband FAI
In den 1950er Jahren fungierte Josef Gaisbacher als Delegierter Österreichs in der FAI Fédération Aéronautique Internationale und veranstaltete und verantwortete einen Weltkongress in Wien 1957. Als die Weltlage Ende der 1960er Jahre den Kalten Krieg auf die Spitze trieb, einigte sich der Weltverband auf einen Vertreter eines neutralen Landes und Gaisbacher wurde zum ersten und bislang einzigen Österreichischen Präsidenten (1967–1969) in der Geschichte des Weltverbandes für Flugsport.

### Weitere Aktivitäten
Ein Projekt war die Errichtung des Bundesstadion Liebenau, wo es Gaisbacher gelang, die Mittel zur Errichtung großteils aus Bundestöpfen zu lukrieren. Dazu musste Bundesminister Hurdes überzeugt werden, was ihm mit Beharrlichkeit und Überzeugungsgabe gelang. Eine weitere Episode im Funktionärsleben war auch die Aktivität im Eishockey, wo Gaisbacher bei der Gründung des Landesverbandes als 1. Präsident eine wesentliche Rolle spielte. Darüber hinaus war es in der Vereinsführung des GSV, als fixe steirische Größe, über viele Jahre verankert. im kulturellen Leben war er ebenfalls präsent und stand mehreren Vereinen im gesellschaftlichen Umfeld vor wie zum Beispiel dem SKAL Club für Tourismus.

## Ehrungen und Auszeichnungen

### Nationale Ehrungen
- 1939 Promotion zum Doktor „Beider Rechte“
- 1956 Sportehrenzeichen der Landeshauptstadt Graz (Initiator Bundesstadion Liebenau)
- 1966 Goldenes Ehrenzeichen für Verdienste um die Republik Österreich
- 1977 Ehrenring der Gemeinde Mariazell  (Tourismus und Flugplatz)
- 1980 Großes Ehrenzeichen für Verdienste um die Republik Österreich
- 1982 Großes Ehrenzeichen des Landes Steiermark
- 1987 Goldenes Ehrenzeichen des Landes Steiermark
- 1989 Verleihung des Goldenen Doktorates
- 1992 Landessportehrenring der Steiermark

### Internationale Ehrungen
- 1972 Verleihung der Goldmedaille der Deutschen Handelskammer
- 1973 Commentatore des Ordens Stella della Solidarieta Italiana
- 1975 Belgischer Kronenorden

### Ehrungen der Federation Aeronautic International
- 1963 FAI Medaille in Bronze
- 1973 FAI Diplome Paul Dissandier
- 1976 FAI Demoignage de Gratitude
- 1989 FAI  Diplom Charles Lindbergh

### Ehrungen des Österreichischen Aeroclub
- 1966 Ehrenring des ÖAEC
- 1972–1992 Alle Ehrungen des ÖAEC, sowie Goldene Pioniernadel und Goldene Pro-Aero Nadel
- 1995 Ernennung zum Ehrenpräsidenten des ÖAEC-LV Steiermark auf Lebenszeit
- 1978 Verleihung des Wieland Preises des Österreichischen Luftfahrerverband

### Ehrungen der Sport-Union
- 1971 Ehrenzeichen in Gold Sportunion Österreich
- 1978 Ehrenring der Sportunion Steiermark